# Roland Juhász
Pour les articles homonymes, voir Juhász.
Roland Juhász est un footballeur hongrois né le 1er juillet 1983.

## Biographie
Après des débuts professionnels au MTK Hungária FC, il signe un contrat pour trois saisons avec le club d'Anderlecht au poste de défenseur. Il dispute son premier match en Ligue des champions à Chelsea lors de la campagne 2005-2006. Il a joué 11 matchs lors de cette saison 2005-2006. Le 23 décembre 2007, il prolonge son contrat avec le RSC Anderlecht pour une durée de 3 ans, soit jusqu’en juin 2011.
Roland Juhasz se révèlera être un des meilleurs défenseurs Anderlechtois et marque même assez souvent, même dans les gros matchs comme au Club de Bruges.
C'est en 2009-2010 qu'il vit sa meilleure saison. Avec le Tchèque Ondřej Mazuch avec qui il est associé dans l'axe central, il forme le meilleur axe central de Belgique mais tient aussi bon en Ligue Europa. 
Roland Juhasz a encore marqué lors de la venue du Club de Bruges, après seulement 5 minutes de jeu (3-2). Son compteur but dans le championnat belge en 2009-2010 est actuellement élevé à 4 buts et il a eu l'occasion de marquer son premier but européen le 25 février 2010, lors de la venue de l'Athletic Bilbao pour 1/16ème de finale de la Ligue Europa (4-0).
Actuellement[Quand ?], celui-ci joue aux côtés du jeune Cheikhou Kouyaté, formant un duo défensif excellent.
Roland Juhasz, en fin de contrat en fin de saison, a déjà annoncé qu'il ne resignerait pas pour Anderlecht. Finalement, il resigne un contrat pour 3 années supplémentaires. Il est ainsi lié au club bruxellois jusqu'en 2014.
En 2009 et 2011 il est élu meilleur joueur hongrois de l'année.
Le 19 février 2013, Roland Juhasz s'engage officiellement avec le Videoton Football Club.  Il y remporte le titre de Champion de Hongrie en 2015.  En 2018 le club toujours avec Juhasz qui a le statut de capitaine, change de nom et devient Le MOL Fehérvár Football Club pour prendre en compte le nom de son principal actionnaire, la compagnie pétrolière et gazière hongroise privée MOL. Le club est triple champion de Hongrie en 2018.

## Palmarès
- 85 sélections et 5 buts avec l'équipe de Hongrie.
- Champion de Belgique : 2006, 2007, 2010 et 2012
- Coupe de Belgique : 2008
- Supercoupe de Belgique de football : 2006, 2007 et 2010
- Ballon d'or Hongrois : 2008 et 2011
- Championnat de Hongrie : 2015 et 2018